# 1457
Năm 1457 là một năm trong lịch Julius.

## Sự kiện
- 14-15 tháng 9: Trận Bornholm thứ nhất, hạm đội 3 tàu Gdańsk đánh tan đoàn 16 tàu của Đan Mạch-Livonia trong Chiến tranh Mười ba năm (1454–1466)